# Province de Nonthaburi
Nonthaburi (en thaï : นนทบุรี) est une province (changwat) de Thaïlande.
Elle est située dans le centre du pays et partiellement englobée dans l'aire urbaine de Bangkok. Sa capitale est la ville de Nonthaburi.

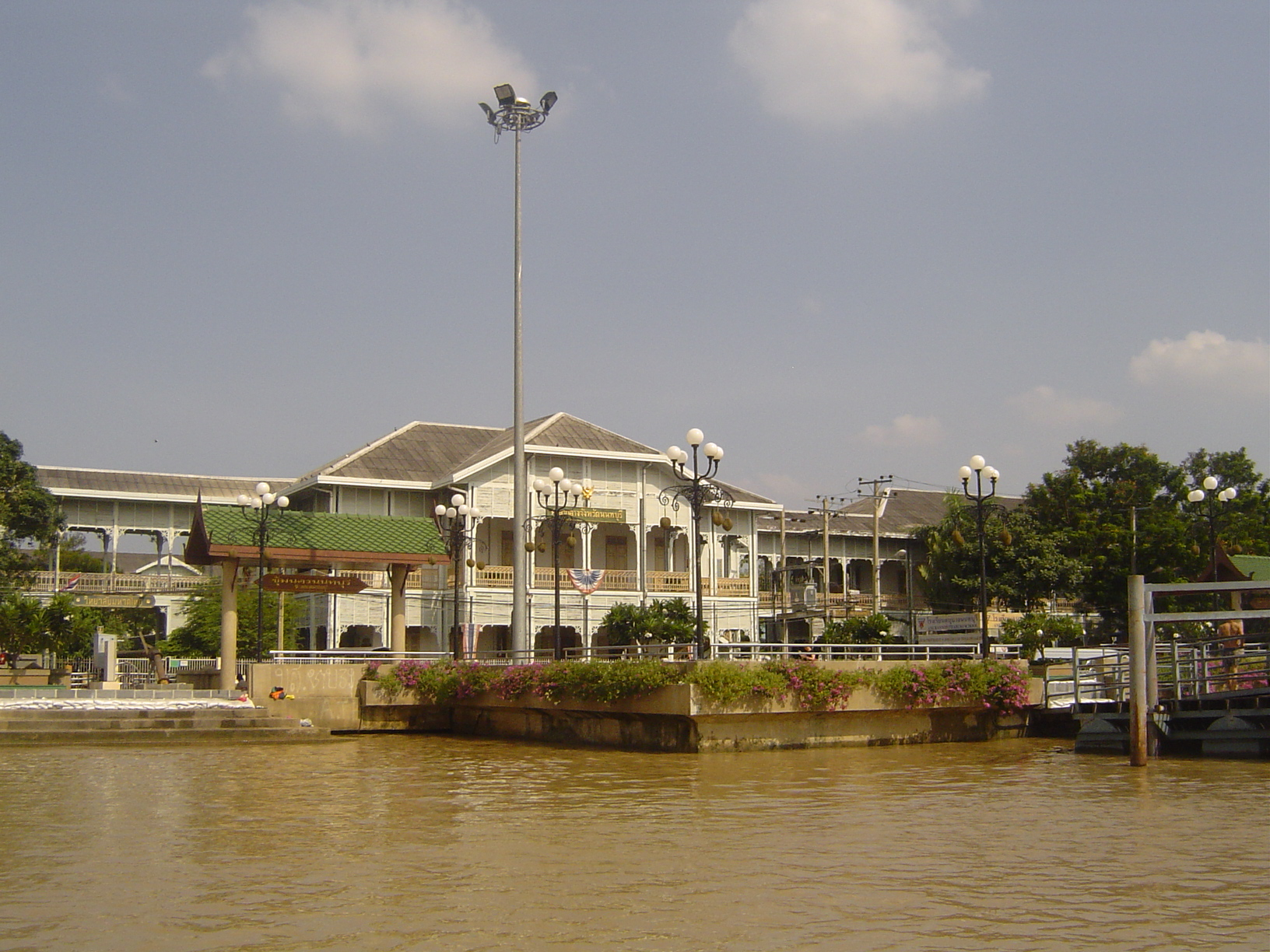
Ancien hôtel de ville de Nonthaburi

## Subdivisions

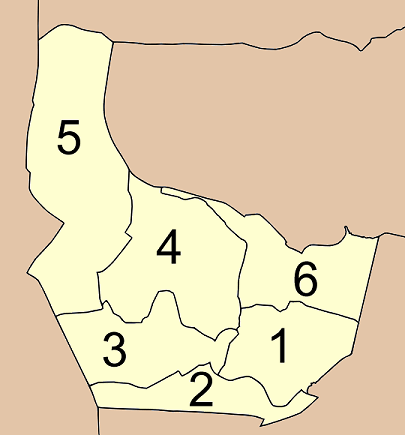
Carte des amphoe de la province de Nonthaburi.

Nonthaburi est subdivisée en 6 districts (amphoe ; thaï : อำเภอ) : Ces districts sont eux-mêmes subdivisés en 52 sous-districts (tambon) et 309 villages (muban).
1. Mueang Nonthaburi (เมือง นนทบุรี)
2. Bang Kruai (บาง กรวย)
3. Bang Yai (บาง ใหญ่)
4. Bang Bua Thong (บาง บัว ทอง)
5. Sai Noi (ไทร น้อย)
6. Pak Kret (ปาก เกร็ด)

## Curiosités
- Petite île de Koh Kret
- de nombreux temples bouddhistes[1]...